# لامبورگینی آستریون
لامبورگینی آستریون (به انگلیسی: Lamborghin Asterion) یک خودروی هیبریدی مفهومی ساخت کمپانی خودروسازی لامبورگینی می‌باشد که اولین بار در سال ۲۰۱۴ درجریان نمایشگاه خودروی پاریس رونمایی شد. این خودرو دارای یک موتور بنزینی است با ۱۰ سیلندر و ۵٫۲ لیتر حجم توان تولید حدود ۶۰۰ اسب بخار قدرت را دارد. همچنین این خودرو مجهز به سه موتور الکتریکی نیز است که ۳۰۰ اسب بخار دیگر به موتور آن اضافه می‌کند تا آستریون مجموعا توان تولید تقریباً ۹۰۰ اسب بخار قدرت را داشته باشد. بیشینه سرعت آستریون در حدود کمی بیشتر از ۳۰۰ کیلومتر در ساعت بوده و این خودرو شتاب صفر تا ۱۰۰ کیلومتر معادل ۳ ثانیه را دارا می‌باشد. این خودرو اولین محصول هیبریدی لامبورگینی است. طراحی این خودرو شباهت قابل مشاهده‌ای به لامبورگینی‌های جی‌تی دههٔ ۱۹۷۰ میلادی دارد.

## نگارخانه

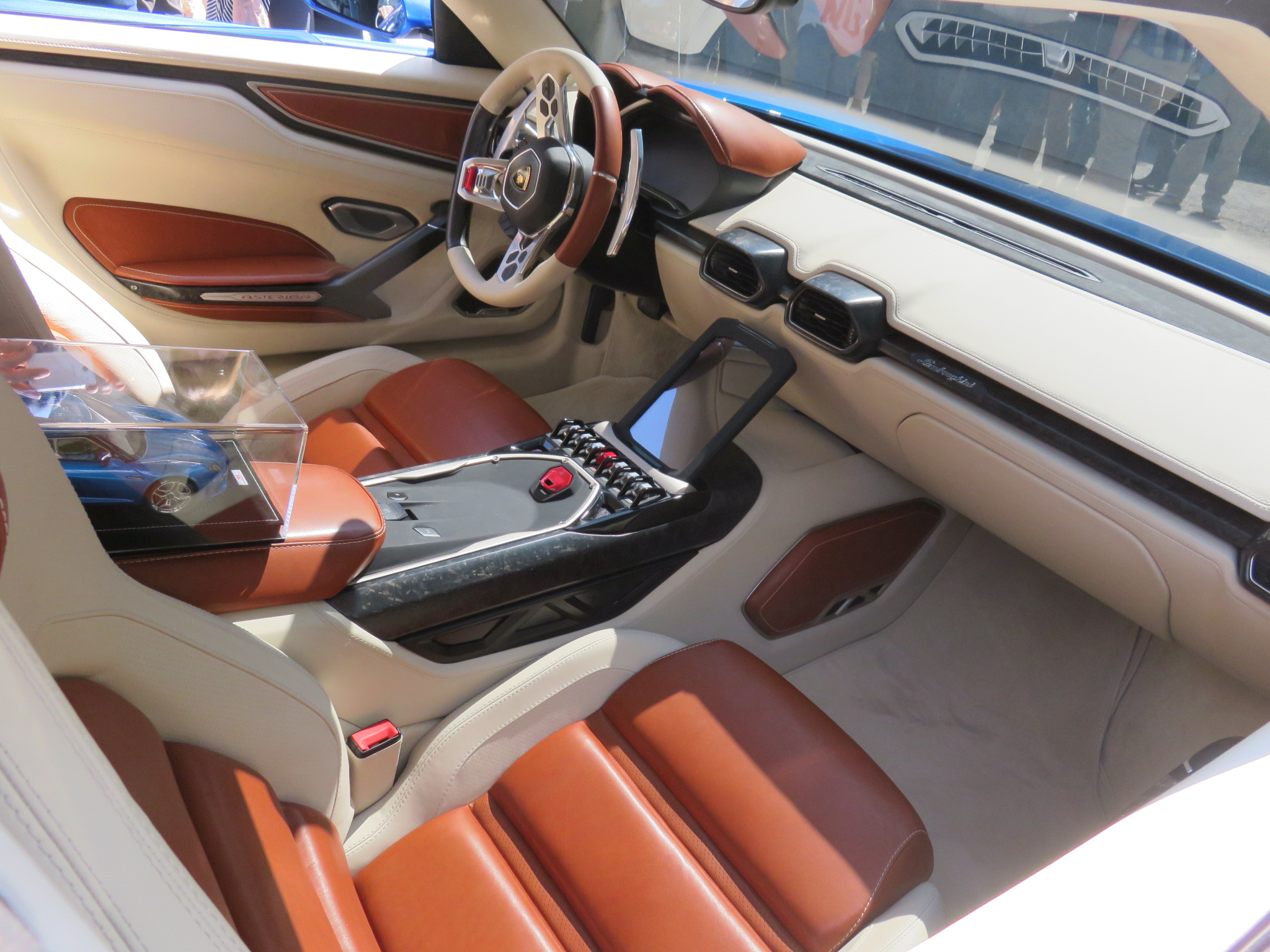
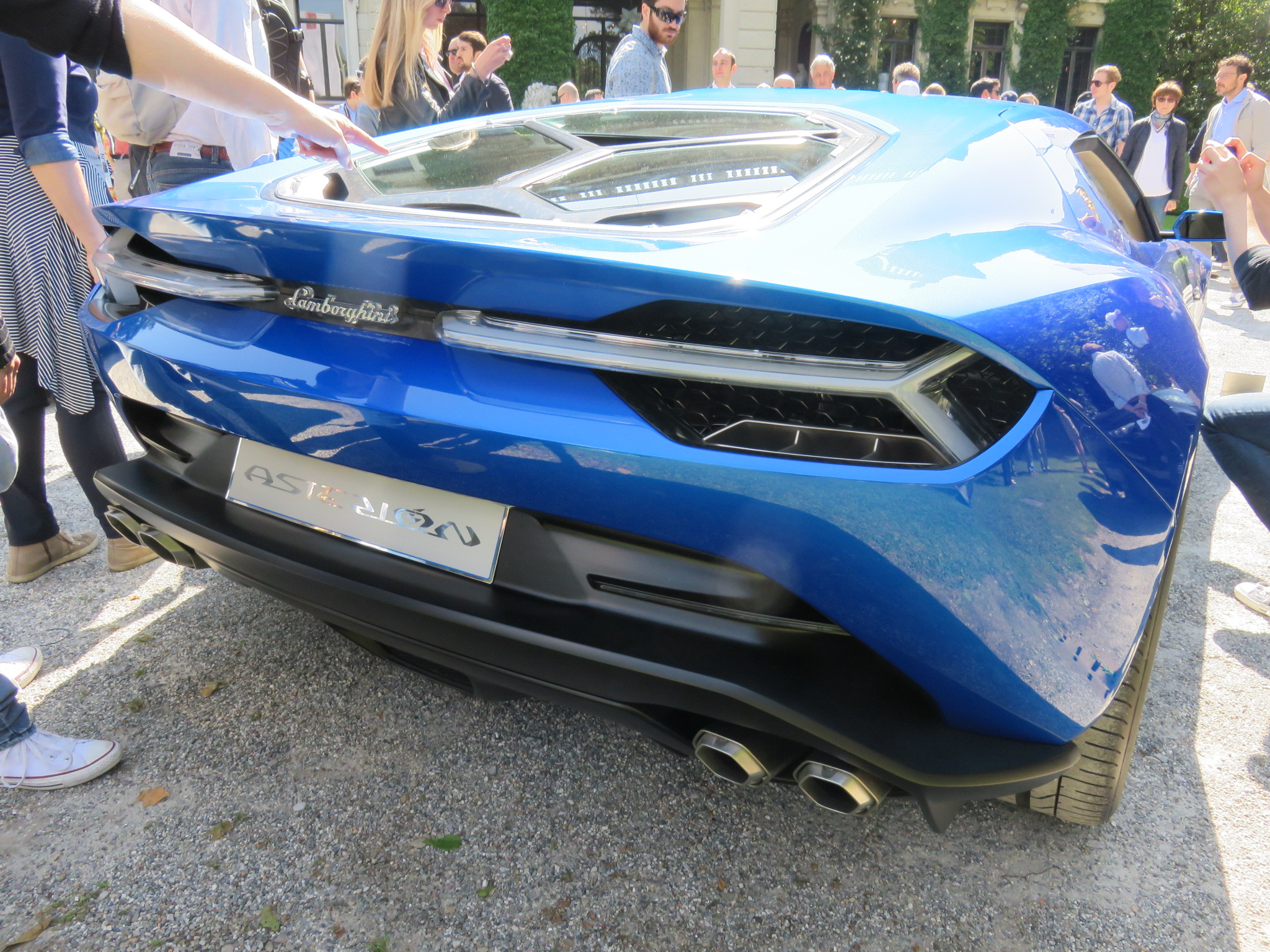
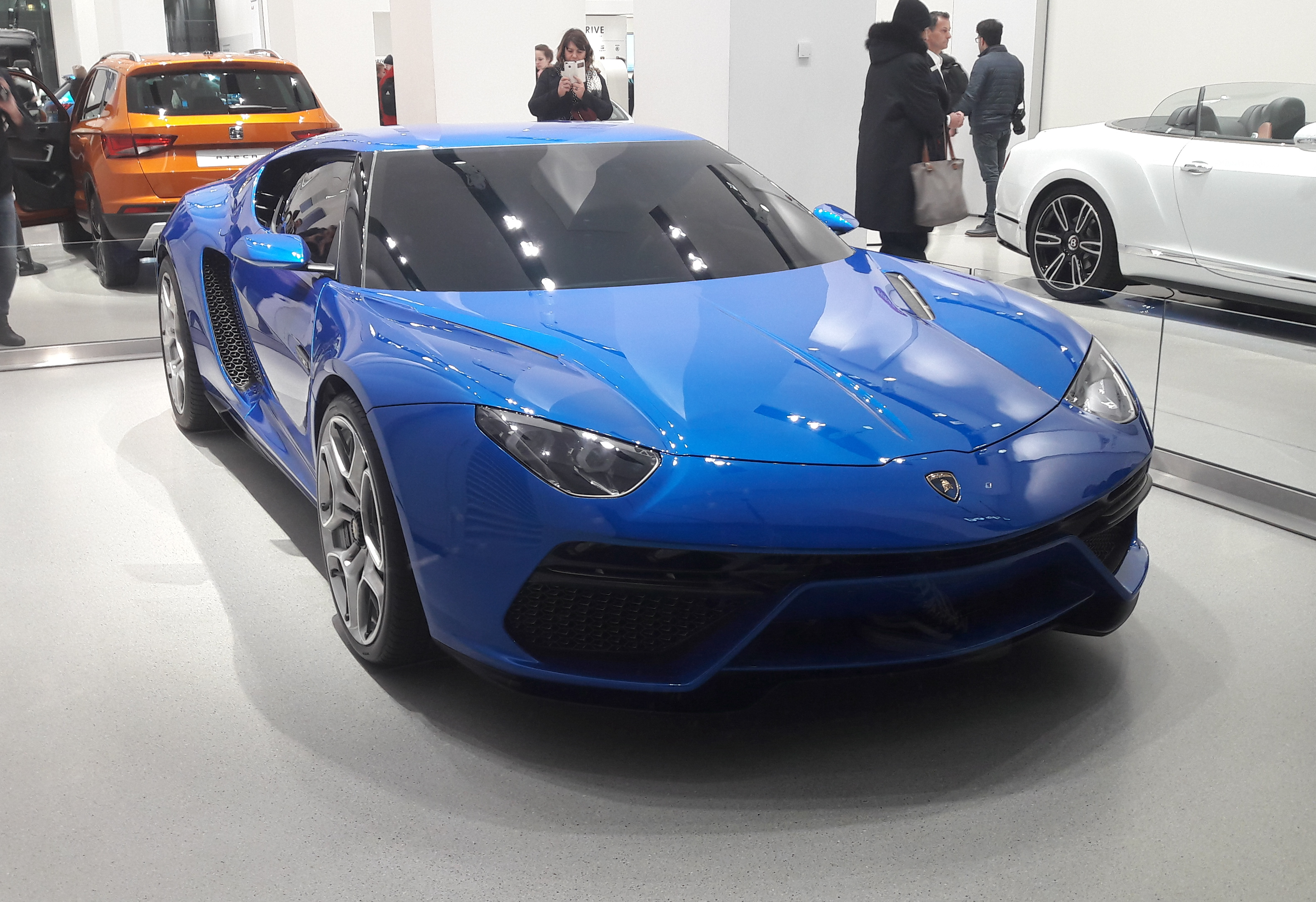
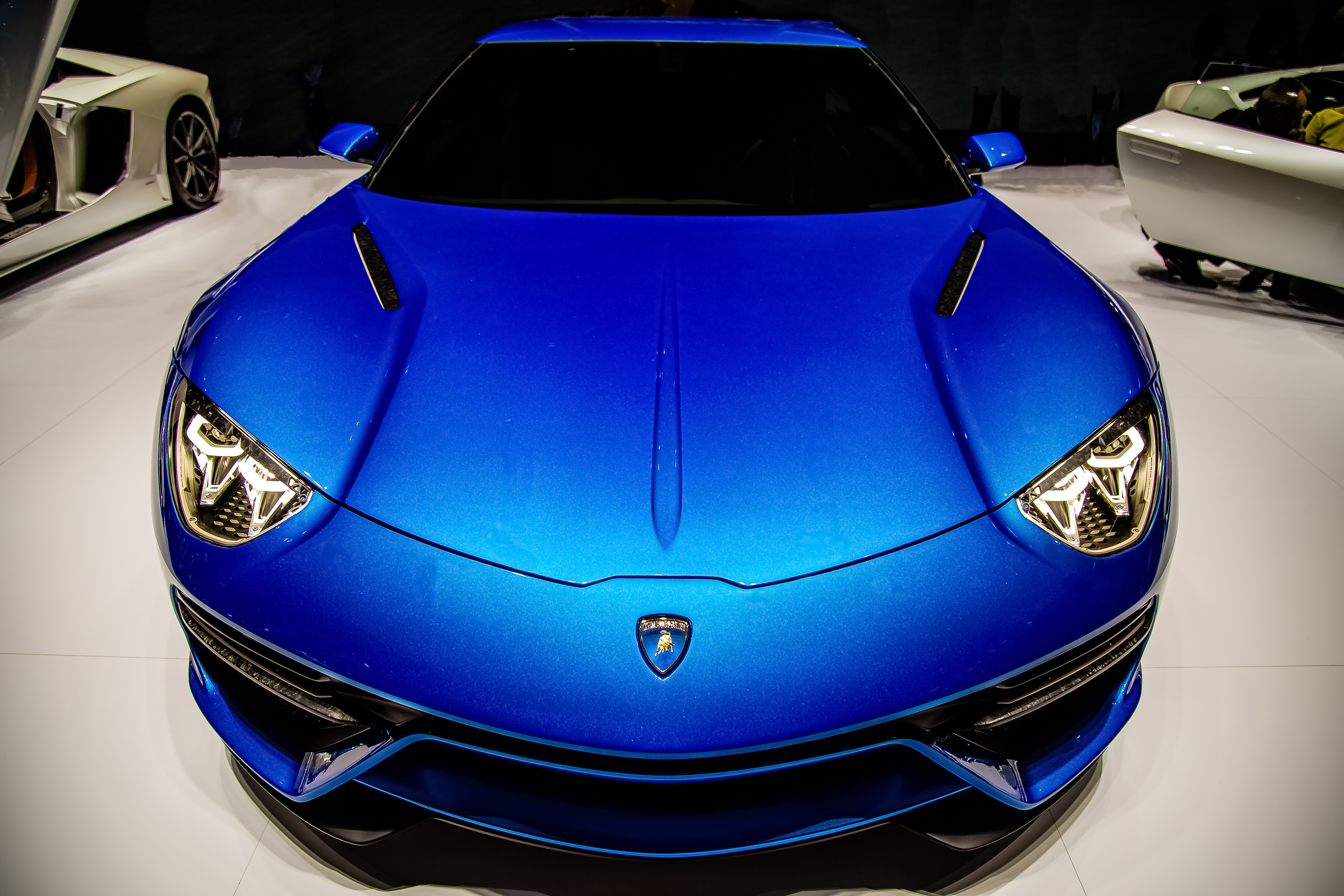
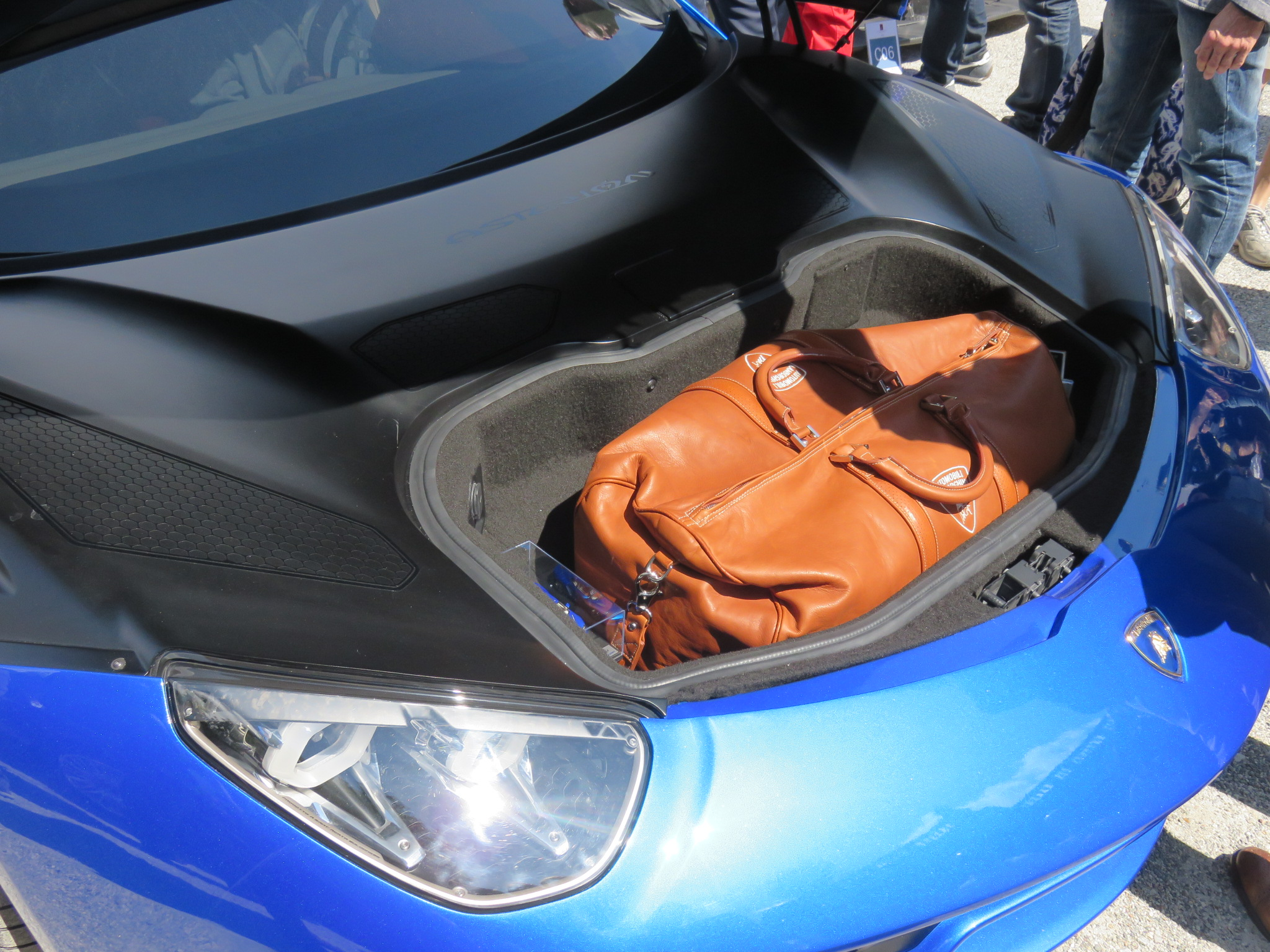